# Oxelbergen

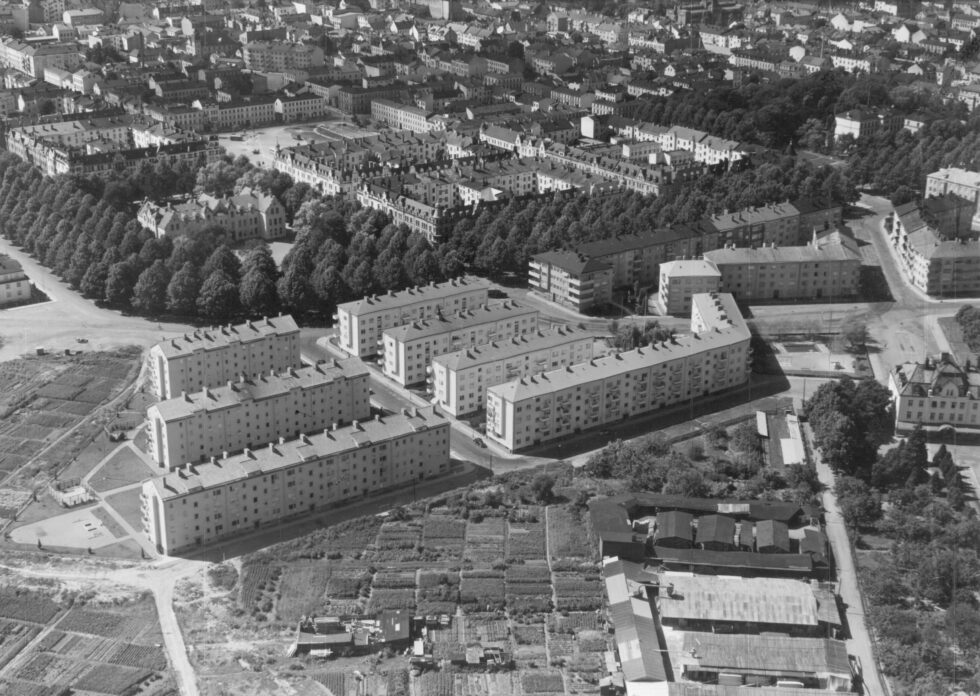
Styrestagan, 1930- eller 1940-tal. Till höger skymtar Östra station. Foto: Oscar Bladh

Oxelbergen är en stadsdel i Norrköping som ligger strax sydost om stadens centrum och angränsar till stadsdelarna Risängen, Ljura och Sylten.

## Bebyggelse och grönområden
Bebyggelsen i Oxelbergen består till största delen av flerbostadshus men innehåller även ett mindre villaområde. 
I stadsdelen ligger även Oxelbergsparken, populärt kallad Okkaparken.
Oxelbergen är även känt för att ha haft en luftledningscentral på 1950-talet, vilken numera är nedlagd.